# Hans-Joachim Teich

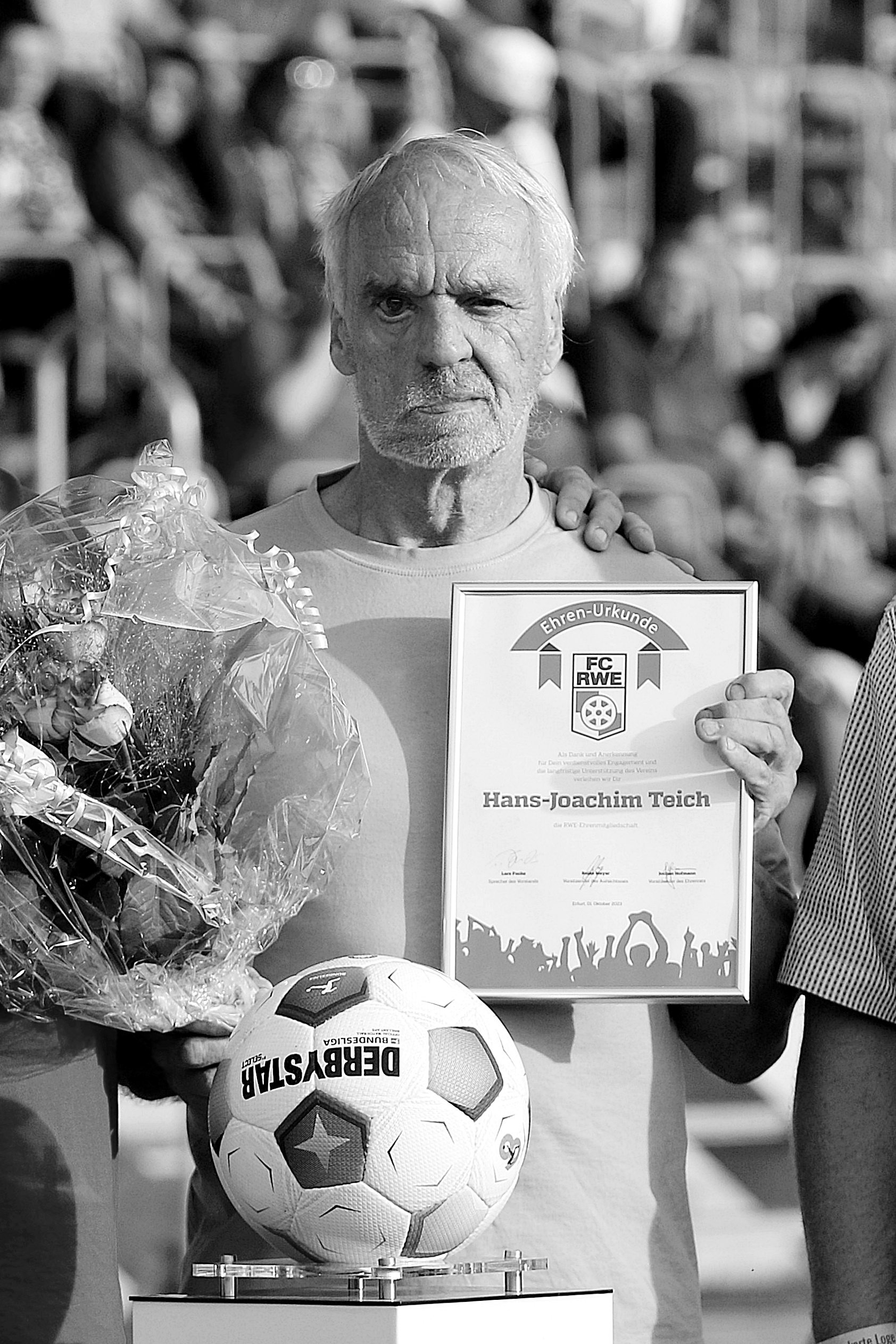
Überreichung der Erfurter Ehrenmitgliedschaft, Oktober 2023

Hans-Joachim Teich (* 23. März 1953; † 31. Mai 2025 in Kirchheim) war ein deutscher Fußballspieler. Für den FC Rot-Weiß Erfurt spielte er in der DDR-Oberliga, der höchsten Spielklasse im DDR-Fußball.

## Sportliche Laufbahn
1971 begann der 1,81 m große Abwehrspieler Hans-Joachim Teich seine Karriere beim FC Rot-Weiß Erfurt. Er spielte zunächst mit der 2. Mannschaft in der drittklassigen Bezirksliga, mit der er 1972 Bezirksmeister wurde und in die DDR-Liga aufstieg. In der Folgesaison wurde Teich sowohl in der Oberligamannschaft (13 Einsätze, ein Tor) als auch in der DDR-Liga-Mannschaft RWE II eingesetzt (neun Punktspiele, ein Tor). Für die Spielzeit 1973/74 wurde Teich offiziell für die Oberligamannschaft nominiert und absolvierte auch 22 Punktspiele, in denen er hauptsächlich im Mittelfeld spielend drei Tore erzielte. Gleichzeitig wurde er in den Kader der  DDR-Nachwuchsnationalmannschaft berufen und bestritt im September 1973 zwei Nachwuchs-Länderspiele. Bis 1982 blieb Teich Stammspieler des FC Rot-Weiß, lediglich in den Spielzeiten 1976/77 und 1979/80 hatte er verletzungsbedingt längere Ausfälle. 1980 wurde er noch rechtzeitig fit, um am Pokalendspiel teilzunehmen. Mit Teich als Libero verloren die Erfurter jedoch mit 1:3 gegen den FC Carl Zeiss Jena. Zwischen Mai und November 1982 musste Teich seine Karriere wegen der Einberufung zum Reservistendienst in der Nationalen Volksarmee unterbrechen. Nachdem er seine meisten Spiele in der Abwehr bestritten hatte, absolvierte er 1983/84 dreißigjährig seine letzte Saison in der DDR-Oberliga, in der er am 16. Spieltag verletzt ausschied. 1984/85 bestritt er mit der 2. Mannschaft noch fünf DDR-Liga-Spiele und beendete danach seine Laufbahn bei FC Rot-Weiß Erfurt. In 13 Spielzeiten war Teich beim FC Rot-Weiß auf 214 Oberligaspiele mit sieben Toren gekommen, dazu spielte er mit der 2. Mannschaft 15-mal in der DDR-Liga, wo er ein Tor erzielte. Von der Spielzeit 1985/86 an spielte er für Motor Nordhausen vier Spielzeiten in der DDR-Liga. Von 1985 bis 1988 gehörte er ununterbrochen zum Spielerstamm und wurde bei insgesamt 102 Punktspielen 75-mal aufgeboten und schoss fünf Tore. 1988/89 absolvierte er seine letzte Saison im höherklassigen Fußball, in der er noch einmal auf 15 DDR-Liga-Spiele (ohne Tor) kam. Seine Fußballerlaufbahn ließ er anschließend beim Bezirksligisten UT Erfurt ausklingen.
Am 1. Oktober 2023, in der Halbzeitpause des Thüringen-Derbys zwischen dem FC Rot-Weiß Erfurt und dem FC Carl Zeiss Jena, erhielt er vom FC Rot-Weiß Erfurt die Ehren-Urkunde und Ehrenmitgliedschaft, unter dem Applaus tausender Zuschauer. Sie wurde ihm von seinem ehemaligen Weggefährten Jürgen Heun überreicht.